# Batuan, Bohol

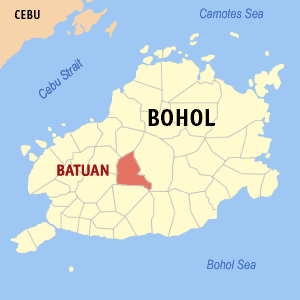
Bản đồ Bohol với vị trí của Batuan

Batuan là đô thị hạng 5 ở tỉnh Bohol, Philippines. Theo điều tra dân số năm 2000, đô thị này có dân số 11.835 người trong 2.287 hộ.

## Barangay
Batuan về mặt hành chính được chia thành 15 khu phố (barangay).
- Aloja
- Cabacnitan
- Cambacay
- Cantigdas
- Garcia
- Janlud
- Poblacion Norte
- Poblacion Sur
- Poblacion Vieja (Longsudaan,Sawang Daan)
- Quezon
- Quirino
- Rizal
- Rosariohan
- Behind The Clouds (San Jose)
- Santa Cruz